# Pandi Stillu
Pandi Stillu (ur. 1 maja 1914 w Korczy, zm. 1 czerwca 1970 w Tiranie) – albański reżyser i aktor.

## Życiorys
Działalność artystyczną rozpoczął w 1934 w jednej z grup amatorskich działających w jego rodzinnej Korczy – początkowo jako malarz i scenograf, a z czasem jako aktor. W 1937 wyjechał do Rumunii, gdzie podjął studia w Akademii Sztuk Dramatycznych w Bukareszcie. W 1942 ukończył studia aktorskie i rozpoczął pracę w Teatrze Narodowym w Bukareszcie (Teatrul Naţional "Ion Luca Caragiale"). W tym samym czasie dokształcał się z zakresu reżyserii teatralnej.
Powrócił do Korczy po zakończeniu wojny i w 1946 rozpoczął współpracę z tworzącym się wówczas Teatrem Ludowym. Pierwszym wyreżyserowanym przez niego spektaklem w Albanii był dramat Qypi me flori Gjona Karmy. Był pierwszym dyrektorem albańskiej sceny narodowej. W swojej karierze artystycznej wyreżyserował 40 spektakli. Od 1952 współpracował z Estradą Państwową (Estrada se Shtetit), a także z Teatrem Kukiełkowym w Tiranie. W 1955 był reżyserem pierwszej operetki albańskiej – Agimi, a w 1959 – pierwszej opery albańskiej – Mrika.
W 1979 pośmiertnie został wyróżniony przez władze Albanii tytułem Artysty Ludu (alb. Artist i Popullit). Imię aktora nosi jedna z ulic w Tiranie.